# Chez le père Lathuille
Cet article possède des paronymes, voir Le Père Latuile ou le Cabaret de la barrière de Clichy et Père Lathuille.
Chez le père Lathuille est une huile sur toile peinte par Édouard Manet en 1879.

## Sujet
Le cabaret du Père Lathuille était un célèbre cabaret puis un restaurant des Batignolles, situé à l’entrée de l’actuelle avenue de Clichy (à l'emplacement actuel du cinéma du 7 avenue de Clichy), juste après la barrière de Clichy, afin d’échapper aux taxes parisiennes sur le vin.
Lors de la défense de Paris le 30 mars 1814, le maréchal Moncey – sa statue orne aujourd’hui le centre de la place – y établit son poste de commandement. Devant l’arrivée des ennemis, le Père Lathuille distribua aux soldats français sa marchandise en leur disant : « Buvez, mes amis, buvez gratis ; ne laissez pas aux cosaques une seule bouteille de mon vin ».
En 1835, le théâtre de la Porte-Saint-Antoine monte un vaudeville d'Adolphe de Leuven et Philippe-Auguste-Alfred Pittaud de Forges qui rappelle cette anecdote : Le Père Latuile, ou le Cabaret de la barrière de Clichy.
Devenu un restaurant, il est immortalisé en 1879, par le peintre Édouard Manet qui y allait parfois.

## Tableaux
En 1820, Vernet réalise le tableau La Barrière de Clichy. Défense de Paris, le 30 mars 1814 en l’honneur des défenseurs de la Barrière de Clichy en 1814. Le cabaret du père Lathuille apparaît en arrière plan de l’œuvre. 
Réalisée peu avant la mort de Manet, cette œuvre est conservée au musée des beaux-arts de Tournai, en Belgique. Elle est signée et datée en bas à gauche : « Manet, 1879 ». Ellen Andrée s'est d'abord assise comme modèle, mais n'est plus apparue au bout de deux séances et est remplacée par Judith French, une parente de Jacques Offenbach.
Dans le cadre verdoyant et apaisé du restaurant-jardin Chez le père Lathuille, un jeune homme s’empresse auprès d’une jeune femme et lui fait la cour. L'œuvre, en raison de la douceur de sa lumière et de ses couleurs, est emblématique des nombreuses scènes peintes par Manet se déroulant dans un café ou un restaurant.